# Sân bay Zadar
Sân bay Zadar (IATA: ZAD, ICAO: LDZD) là sân bay phục vụ thành phố Zadar, Croatia. Sân bay này nằm ở Zemunik Donji cách nhà ga tàu hỏa Zadar 8 km. Sân bay này cũng là căn cứ bay của trường hàng không Lufthansa InterCockpit cũng như căn cứ huấn luyện chính của Không quân Croatia. Sân bay Zadar là một trong số ít các sân bay máy bay chạy xuyên qua một đường bộ.

## Các hãng hàng không và các tuyến bay
- Croatia Airlines (Pula, Zagreb, Zürich)
- Germanwings (Cologne, Stuttgart, Dortmund)
- InterSky (Friedrichshafen)
- Ryanair (Dublin, London-Stansted)

Ngoài ra còn có các chuyến bay khắp châu Âu vào các tháng Hè.